# Mystic dawn
Mystic dawn is het derde studioalbum van de combinatie van Gert Emmens en zijn vrouw Laila Quraishi met artiestennaam Cadenced Heaven. Emmens heeft een grote invloed op de muziek, zoals terug te horen in het veelvuldig gebruik van de seqeuncer. Het album is gestoken in een platenhoes van Pablo Magne.   

## Musici
- Gert Emmens, Cadenced Haven – synthesizers en elektronica

## Muziek
| Nr. | Titel              | Duur  |
| --- | ------------------ | ----- |
| 1.  | Into the night     | 7:41  |
| 2.  | Road to mirage     | 8:17  |
| 3.  | Awareness of depth | 10:28 |
| 4.  | Mystic dawn        | 6;14  |
| 5.  | Infinite horizon   | 22:59 |
| 6.  | Reflections        | 8:02  |